# ژوسین
ژوسین (انگلیسی: Josín؛ زادهٔ ۲۹ ژوئیهٔ ۱۹۹۷) بازیکن فوتبال اهل اسپانیا است.
از باشگاه‌هایی که در آن بازی کرده‌است می‌توان به باشگاه فوتبال رئال اویدو اشاره کرد.